# Numerus Brittonum Triputiensium

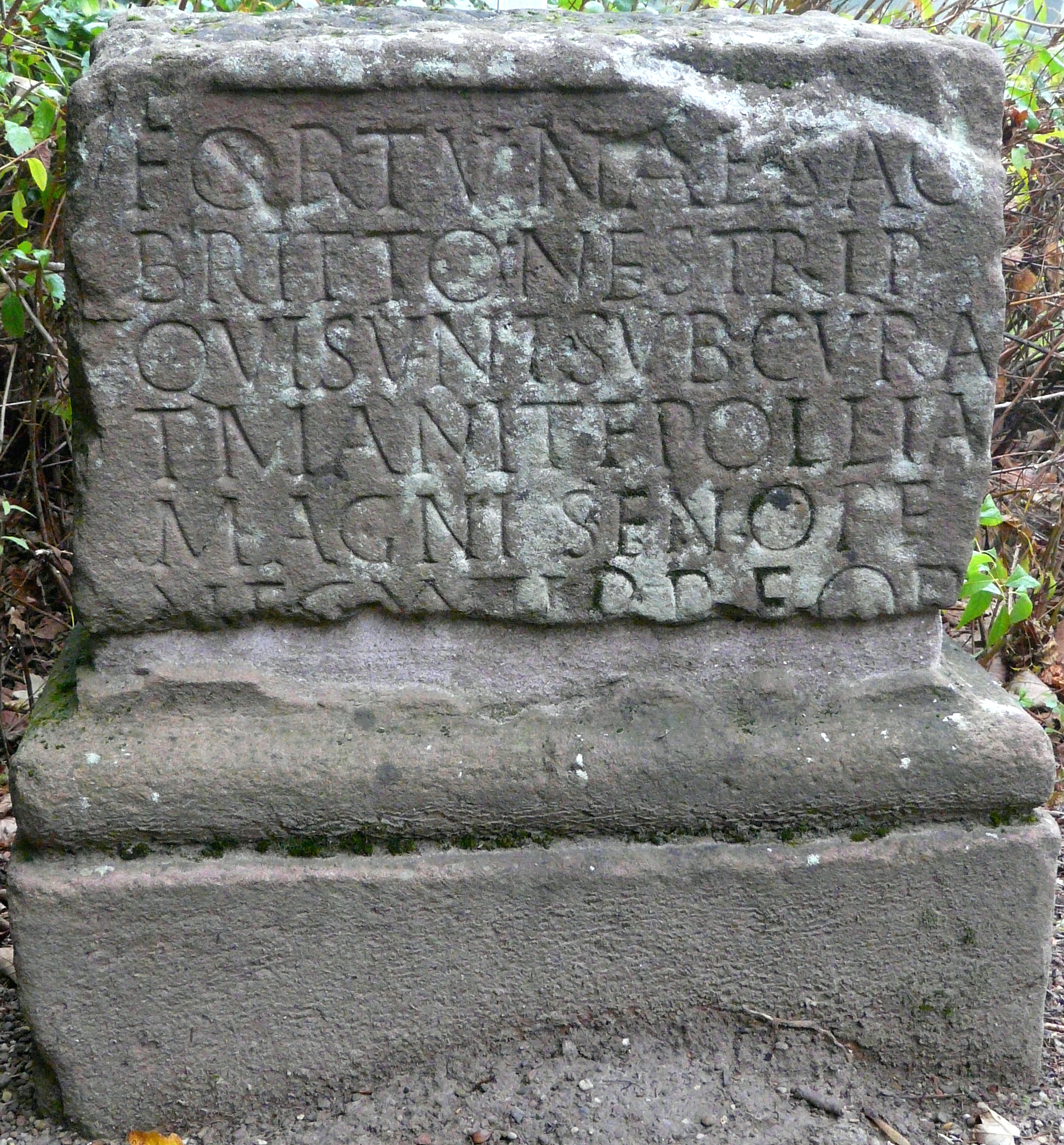
Die Inschrift des Titus Manius Magnus

Der Numerus Brittonum Triputiensium (deutsch Numerus der Briten Triputiensium) war eine römische Auxiliareinheit. Sie ist durch Inschriften belegt. Der vollständige Name der Einheit kommt in den Inschriften (CIL 13, 6517, CIL 13, 6606) vor. In der Inschrift (CIL 13, 6599) wird die Einheit als Exploratorum Triputiensium bezeichnet, in den übrigen Inschriften als Brittones Triputienses.
Die Sollstärke der Einheit lag vermutlich bei 160 Mann, bestehend aus zwei Centurien mit jeweils 80 Mann. Bei ihnen dürfte es sich vermutlich ausschließlich um Fußsoldaten gehandelt haben.

## Namensbestandteile
- Brittonum: der Briten. Die Soldaten des Numerus wurden bei Aufstellung der Einheit in der Provinz Britannia rekrutiert.[A 1]

- Triputiensium: Der Zusatz bezieht sich möglicherweise auf einen (unbekannten) Standort der Einheit.[2][A 2]

- Exploratorum: der Kundschafter oder Späher. Der Zusatz kommt in der Inschrift (CIL 13, 6599) vor.

## Geschichte
Die Briten kamen wohl um 100 n. Chr. nach Germania superior, möglicherweise auch schon unter Domitian (81–96). Vermutlich wurden die aus ihnen gebildeten Numeri am Neckar-Odenwald-Limes für Überwachungsaufgaben verwendet, um die hier bereits stationierten Auxiliareinheiten zu entlasten.
Bauinschriften, die auf 145/146 datiert sind, belegen, dass Angehörige des Numerus die Limeswachtürme 10/19 (CIL 13, 6518), 10/22 (CIL 13, 6517), 10/33 (CIL 13, 6514) und 10/35 (CIL 13, 6511) errichtet haben. Diese Wachtürme liegen an einem 20 km langen Streckenabschnitt des Limes nördlich des (mutmaßlichen) Standortes Kastell Schloßau.
Im Zuge einer Verlegung des Limes weiter nach Osten, vermutlich um 159/161, wurde die Cohors I Sequanorum et Rauracorum vom Kastell Oberscheidental ins Kastell Miltenberg-Altstadt verlegt und der Numerus wird dieser Kohorte, der er zugeteilt war, vermutlich gefolgt sein.
Der letzte Nachweis des Numerus beruht auf der Inschrift (CIL 13, 6599), die auf einen Zeitpunkt nach 161 datiert wird.

## Standorte
Standorte des Numerus in Germania superior waren möglicherweise:
- Kastell Miltenberg-Altstadt (Miltenberg): die Exploratores Triputiensium waren möglicherweise zusammen mit der Cohors I Sequanorum et Rauracorum hier stationiert.[2]
- Kastell Schloßau (Mudau): Die Inschrift (CIL 13, 6502) wurde hier gefunden.

## Angehörige des Numerus
Folgende Angehörige des Numerus sind bekannt:

### Kommandeure
| - M(arcus) Ulpius Malchus, ein Centurio der Legio XXII Primigenia (CIL 13, 6606). - P(ublius) Ael(ius) S[]anus, ein Centurio der Legio XXII Primigenia (CIL 13, 6504). | - T(itus) Manius Magnus, ein Centurio der Legio XXII Primigenia (CIL 13, 6502). - Sextilius P(…), ein Centurio der Legio XXII Primigenia (CIL 13, 07325). |

### Sonstige
- M(arcus) Ael(ius) Titus, ein Librarius (CIL 13, 6599).